# Окулярець манузельський
Окулярець манузельський (Tephrozosterops stalkeri) — вид горобцеподібних птахів родини окулярникових (Zosteropidae). Ендемік Індонезії. Єдиний представник монотипового роду Манузельський окулярець (Tephrozosterops).

## Опис
Довжина птаха становить 12—13 см, вага 15—21 г. Верхня частина тіла рудувато-коричнева. Махові і стернові пера бурі з рудими краями. Скроні світліші, сіруваті. Нижня частина тіла білувата, стегна і боки коричнюваті. Гузка жовтувата. Очі червонувато-карі або карі. Дзьоб темно-роговий, лапи сизі. Виду не притаманний статевий диморфізм.

## Поширення і екологія
Манузельські окулярці — ендеміки острова Серам. Вони живуть у тропічних лісах, чагарникових заростях і на полях.